# Sala Comedia
Sala Comedia este o clădire monument istoric aflată pe Calea Victoriei din municipiul București. Este sediul Teatrului Odeon, fiind însă în proprietatea PMB.
Clădirea construită în 1911 dispune de două săli de spectacol:
- Sala Majestic, una din cele mai elegante săli de teatru din România și singura din Europa cu tavan glisant, are o scenă a l'italienne și o capacitate de 300 de locuri.
- Sala Studio, care este situata la subsolul Teatrului Odeon, este flexibilă și multifuncțională, spațiul putând fi organizat în diverse variante. A fost redeschisă în 2010, după mai bine de 60 de ani în care a fost închisă.[3]

La lansare, clădirea cuprindea sala de spectacole propriu-zisă, un restaurant și, la subsol, un varieteu.
Teatrul a fost construit inițial pentru societatea „Atlas”, care a oferit fotoliul de director al teatrului actorului Ion Manolescu. De-a lungul timpului și-au desfășurat activitatea în sala respectivă mai multe trupe: „Comedia bufă”, trupa de operetă a lui G. D. Carussy, „Compania de comedii și reviste”, Compania Marioara Voiculescu-Bulandra, TNB (în perioada cât clădirea sa fusese rechiziționată de armate germană și din nou după Al Doilea Război Mondial), Teatrul Maria Ventura etc.
Din 1973, când a început să fie folosită de Teatrul Giulești (ulterior Odeon), sala principală a fost redenumită Sala Majestic, după numele hotelului din vecinătate.

## Galerie

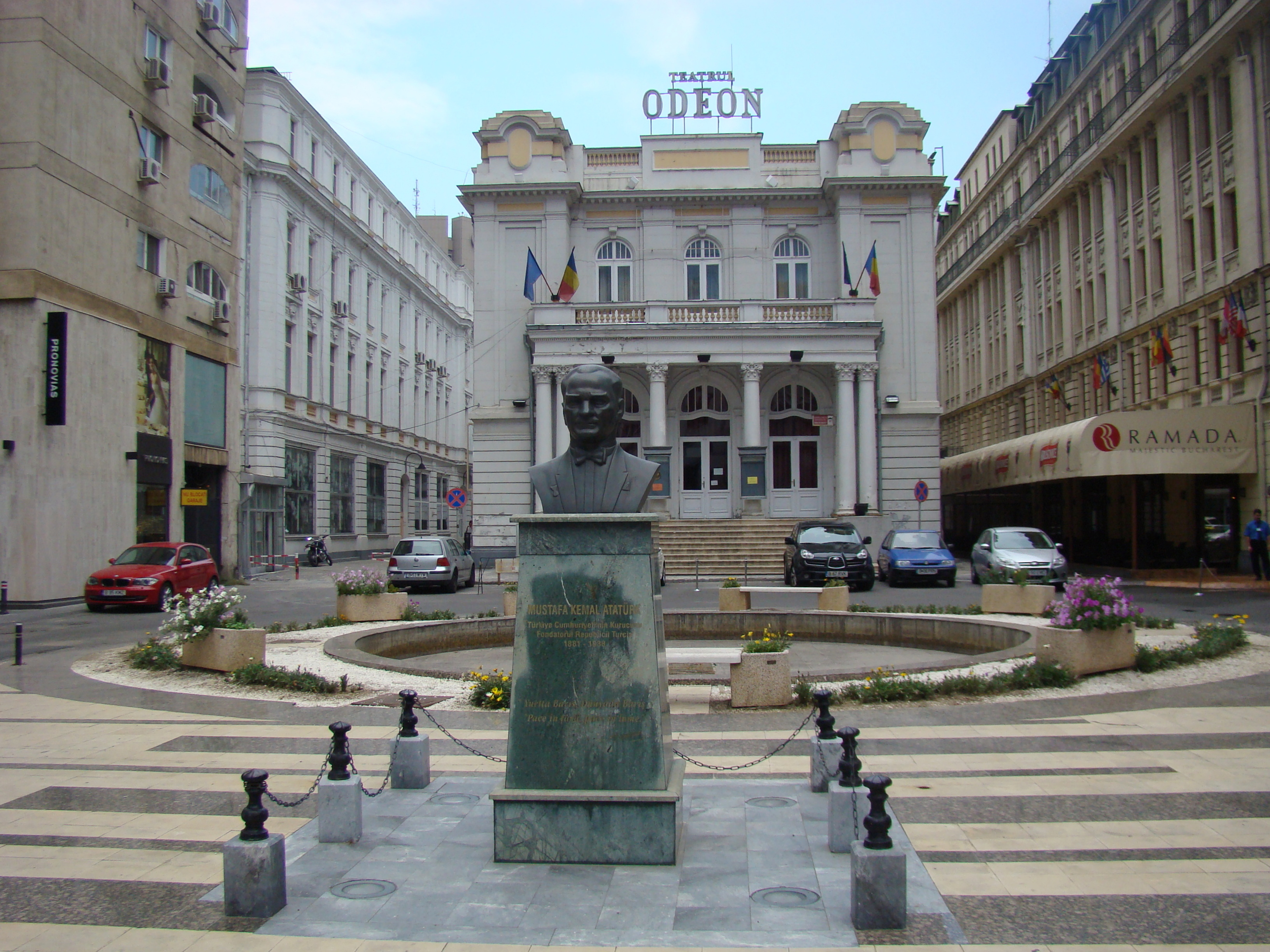
Piațeta din fața teatrului
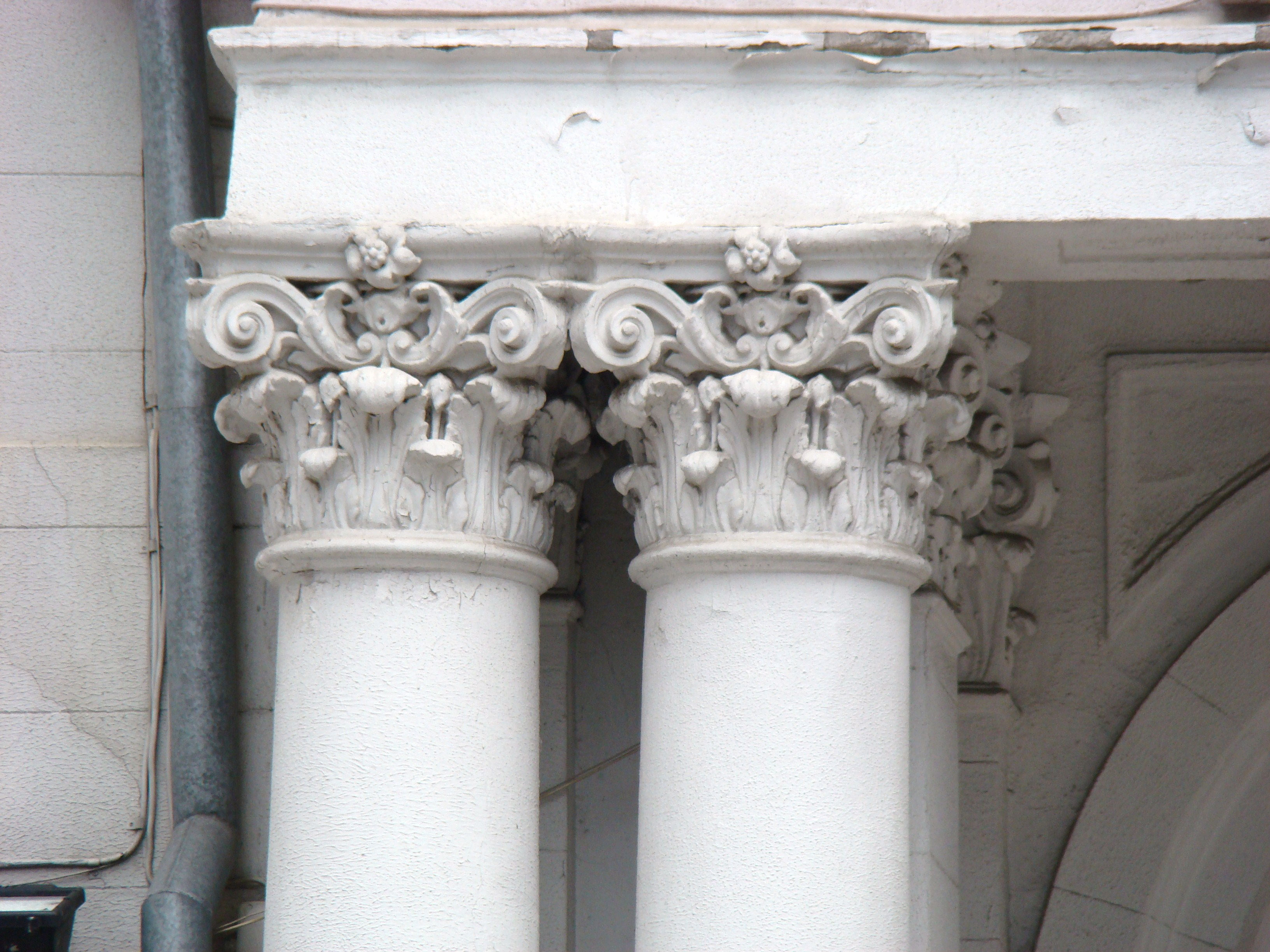
Detaliu al fațadei
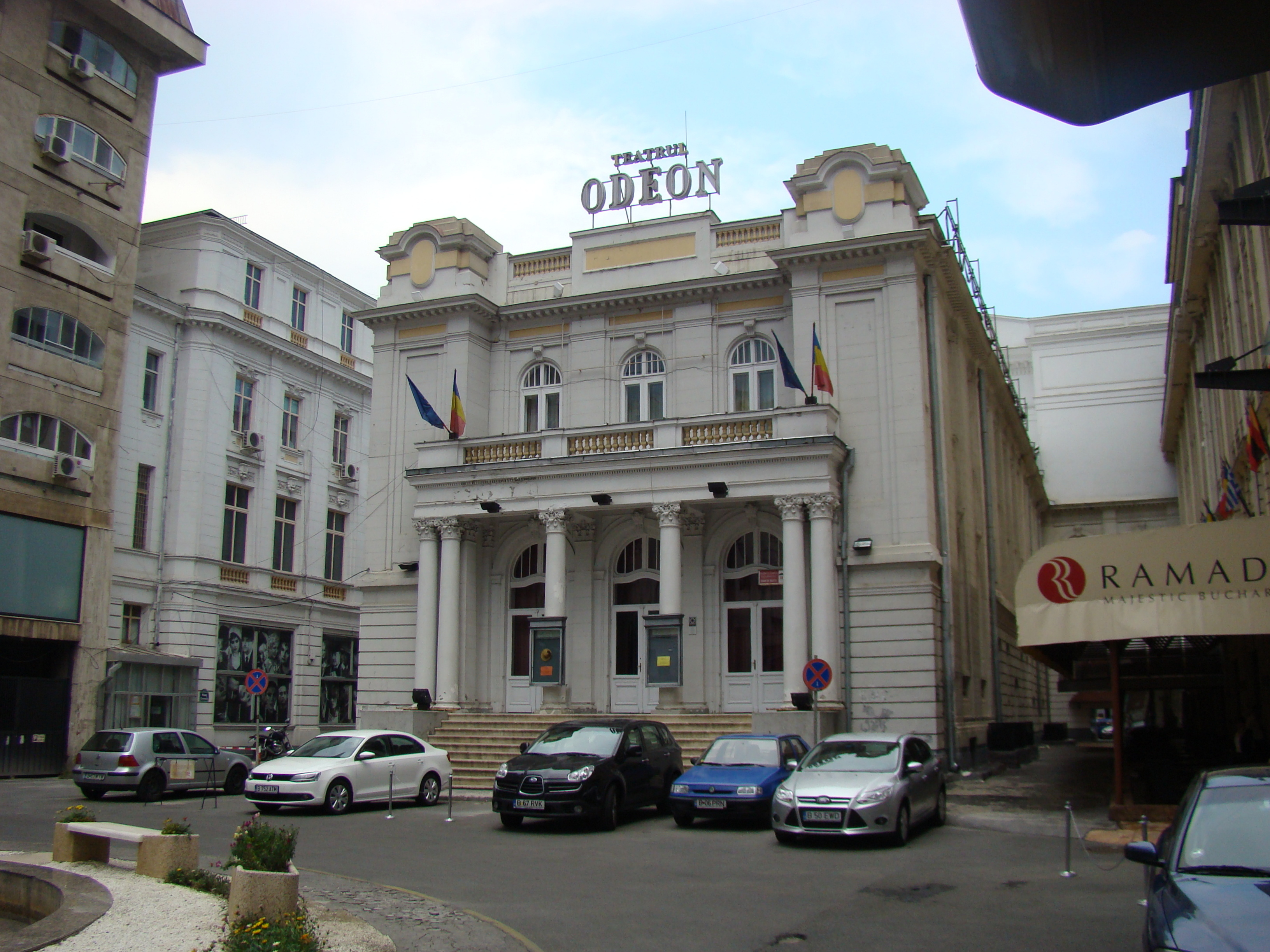
Vedere dinspre Hotel Majestic
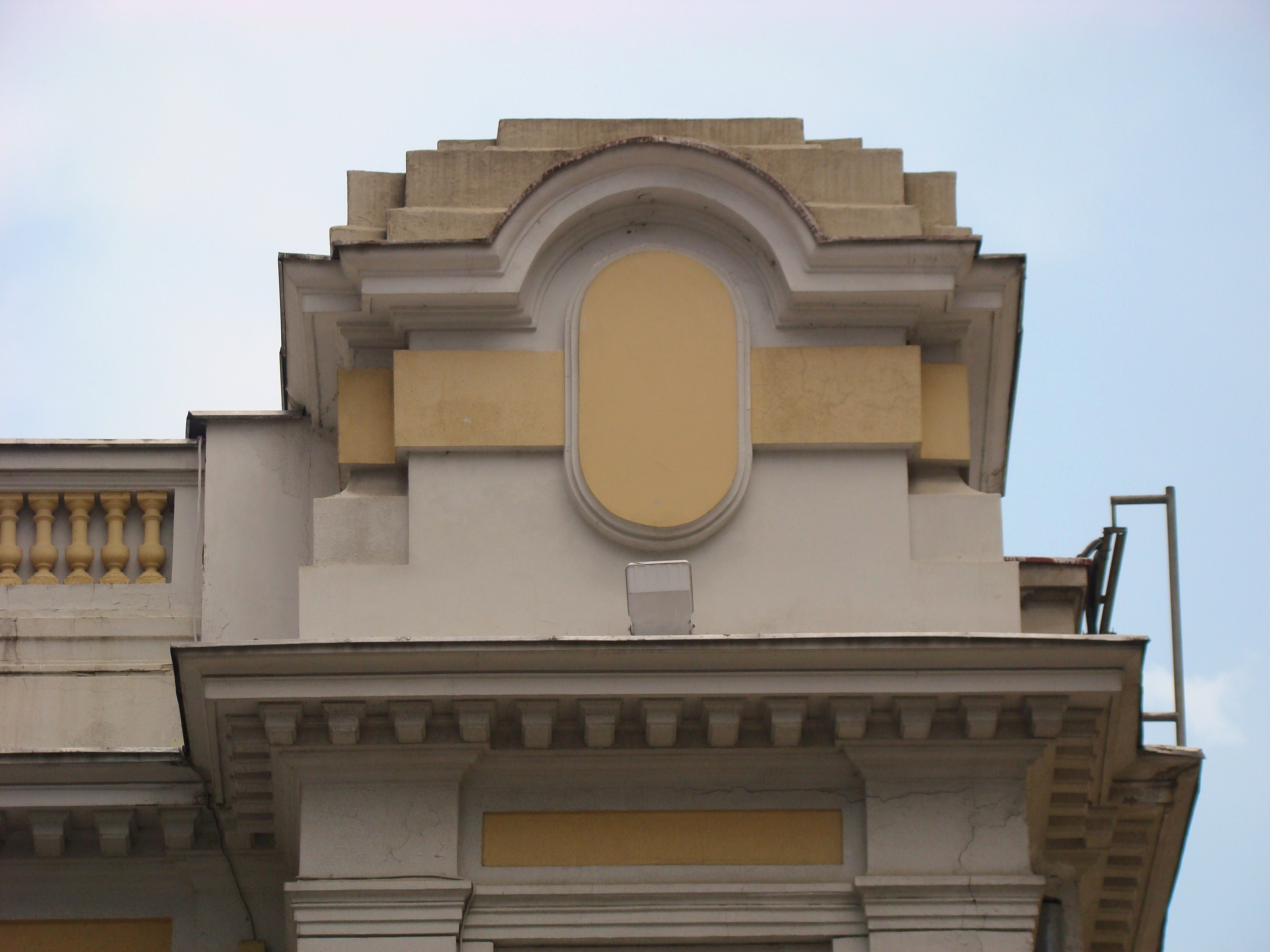
Detaliu al fațadei
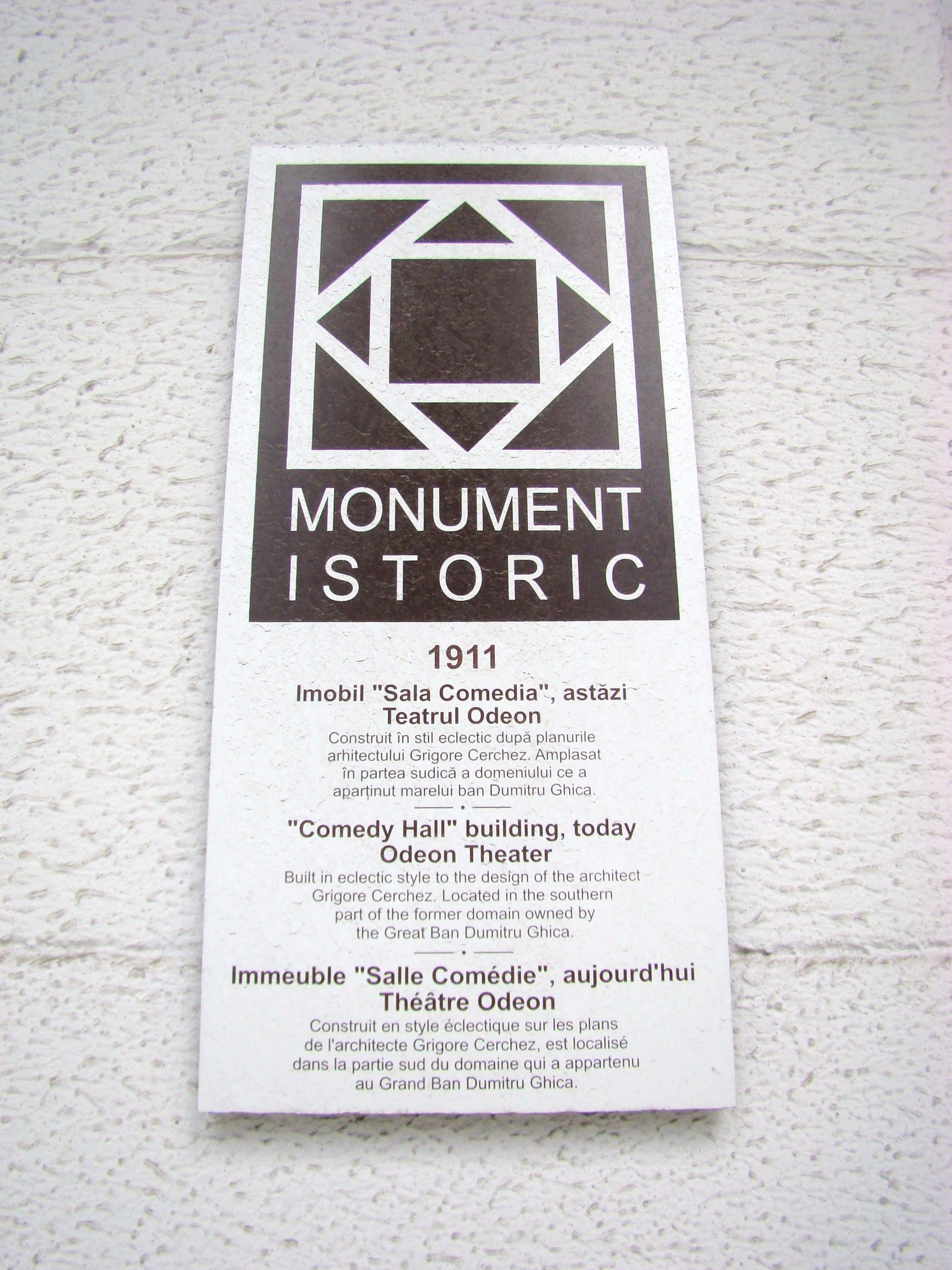
Plăcuța de monument istoric a Sălii Comedia
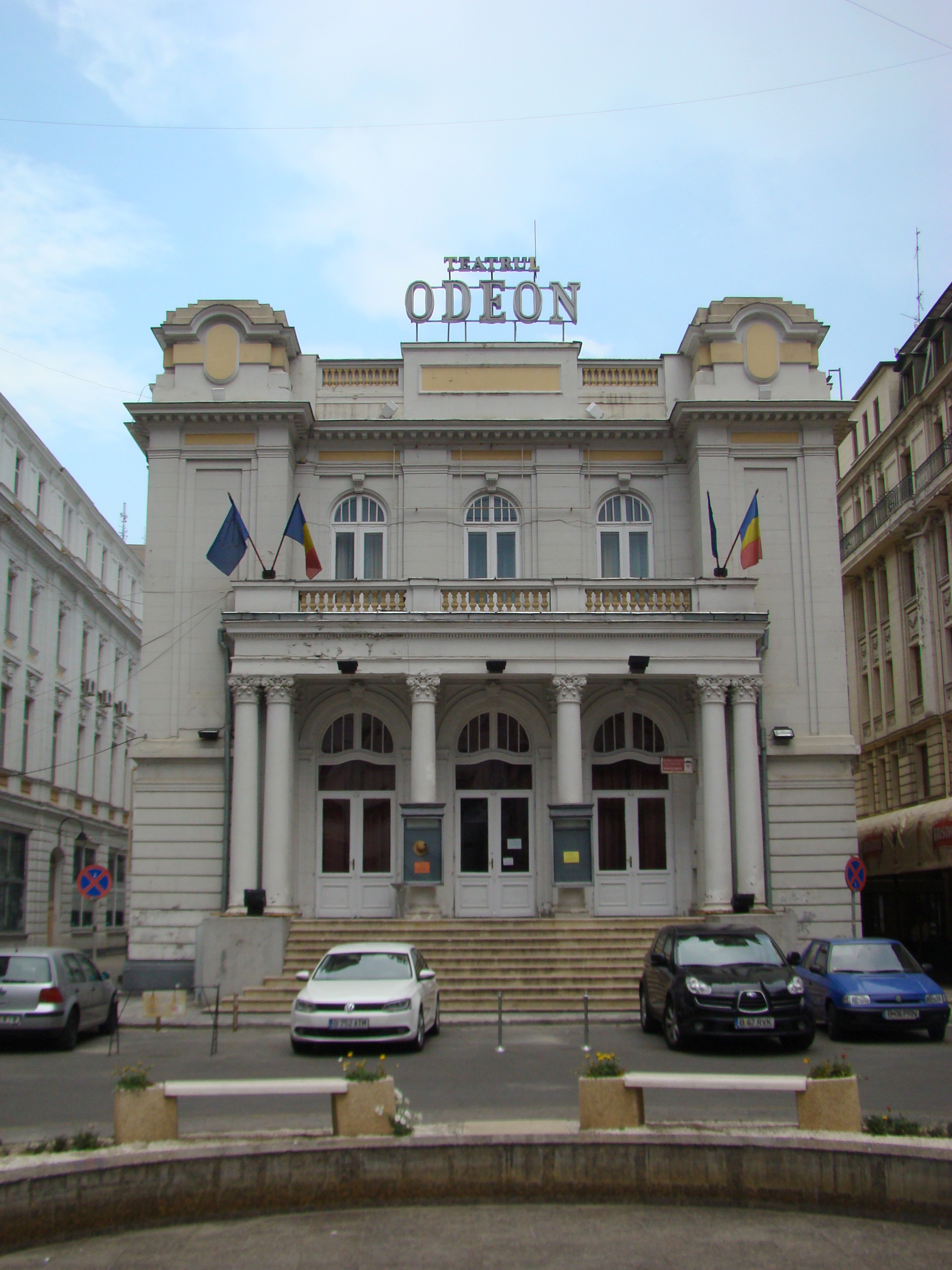